# Arago de Sète Volley-Ball 2017-2018
Questa voce raccoglie le informazioni riguardanti l'Arago de Sète Volley-Ball nelle competizioni ufficiali della stagione 2017-2018.

## Organigramma societario
Area direttiva
- Presidente: René Game

Area tecnica
- Allenatore: Fabien Dugrip
- Allenatore in seconda: Thomas Quievreux

## Rosa
| N° | Nome               | Ruolo | Data di nascita  | Nazionalità sportiva |
| -- | ------------------ | ----- | ---------------- | -------------------- |
| 3  | Marien Moreau      | O     | 25 ottobre 1983  | Francia              |
| 4  | Arthur Piazzeta    | P     | 28 novembre 1997 | Francia              |
| 5  | Rafael Redwitz     | P     | 12 agosto 1980   | Francia              |
| 6  | Axel Truhtchev     | S     | 29 aprile 1995   | Francia              |
| 7  | Branimir Grozdanov | S     | 21 maggio 1994   | Bulgaria             |
| 8  | Baptiste Enfoux    | S     | 1º aprile 1996   | Francia              |
| 9  | Nicolás Méndez     | S     | 2 novembre 1992  | Argentina            |
| 11 | Killian Weidner    | C     | 17 aprile 1997   | Francia              |
| 12 | Steve Peironet     | L     | 20 maggio 1985   | Francia              |
| 14 | Arthur Szwarc      | C     | 30 marzo 1995    | Canada               |
| 15 | Thomas Lamoise     | S     | 13 febbraio 1982 | Francia              |
| 17 | Facundo Imhoff     | C     | 25 gennaio 1989  | Argentina            |
| 18 | Vianney Vandooren  | C     | 14 febbraio 1995 | Francia              |
| 19 | Pierre Bouleau     | L     | 6 agosto 1998    | Francia              |